# 인어와 함께 춤을
인어와 함께 춤을(Corki dancingu, The Lure)은 폴란드에서 제작된 아그네즈카 스모친스카 감독의 2015년 스릴러, 코미디, 드라마, 공포, 뮤지컬 영화이다. 야쿱 기에르샬 등이 주연으로 출연하였다.

## 출연

### 주연
- 야쿱 기에르샬
- 미할리나 올샨스카
- 킹 프레이스

### 조연
- 지그먼트 말라노위즈
- 막달레나 치에레츠카
- 카타르지나 헤르만

## 제작진
- 의상: 카타르지나 레빈스카